# سمی بلکاهیا
سمی بلکاهیا (انگلیسی: Semi Belkahia؛ زادهٔ ۲۲ دسامبر ۱۹۹۸) بازیکن فوتبال اهل آلمان است.
از باشگاه‌هایی که در آن بازی کرده‌است می‌توان به باشگاه فوتبال مونیخ ۱۸۶۰ اشاره کرد.